# Ciego de Avila
Ciego de Avila este un oraș din Cuba.

## Personalități
- Andy Morales (n. 1974), jucător Major League Baseball
- Tony Pérez (n. 1942), jucător MLB
- Rusney Castillo (n. 1987), jucător MLB